# Felipe Delgado (nadador)
 Felipe Delgado Martillo (Mission Viejo California, Estados Unidos, 14 de julio de 1973), es un  ex-nadador olímpico ecuatoriano que es competía en 50m y 100m estilo libre..
Es primo del también ex-nadador y presidente del Comité Olímpico Ecuatoriano, Jorge Delgado Panchana

## Carrera deportiva
En los Juegos Panamericanos de 1995 en Mar del Plata, Argentina, terminó sexto en los 50 metros libres, séptimo en los 200 metros libres y octavo en los 100 metros libres.
En los Juegos Olímpicos de Verano de 1996 en Atlanta, Delgado terminó 25º en 50 metros estilo libre, 38.º en 100 metros estilo libre, 40.º en 200 metros estilo libre y 15º en 4x100 metros estilo libre.
En los Juegos Olímpicos de Verano del 2000 en Sidney, Australia, Delgado terminó 56.º en los 100 metros estilo libre.
En la actualidad, se encuentra retirado de la vida deportiva, en el cual tiene una escuela de natación en California, Estados Unidos.